# Metroul din Stockholm

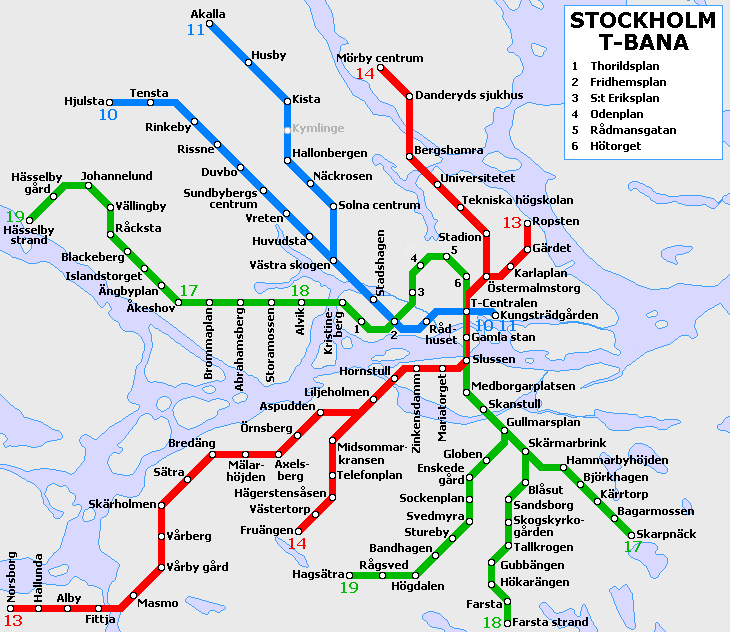
Rețeaua de metrou în Stckhom

Metroul din Stockholm (suedeză: Stockholms tunnelbana) este rețeaua sub și supraterană de metrou din Stockholm, Stockholms Län, Suedia. Rețeaua este administrată de compania SL și este printre cele mai folosite sisteme de transport în comun din Suedia.